# آتاناس کیروف
آتاناس کیروف (بلغاری: Атанас Киров؛ ۲۴ سپتامبر ۱۹۴۶ – ۲۷ ژانویهٔ ۲۰۱۷) وزنه‌بردار اهل بلغارستان بود.
وی در مسابقات کشوری و بین‌المللی در مجموع برندهٔ ۲۴ مدال طلا، ۵ مدال نقره، ۲ مدال برنز شده‌است.